# Collège des Jésuites (Lviv)
Le  collèges des Jésuites , en ukrainien Львівська єзуїтська колегія, est une école d'Ukraine situé à Lviv. Il se situe au 13 rue du Théâtre.

## Activités
Anciens élèves : 
- Kajetan Potocki.
- Pavel Potocki.
- Jeremi Wiśniowiecki .
- Michał Serwacy Wiśniowiecki.
- Franciszek Karpiński.
- Bogdan Khmelnitski.
- Mikołaj Bazyli Potocki, mécène starost de Kaniv, voïvode de Betz.

## Histoire
Fondé en 1591, il ne fut autorisé qu'en 1661 par Jean II Casimir Vasa. Le premier recteur fut Jakub Wujek selon Mieczysław Orłowicz.

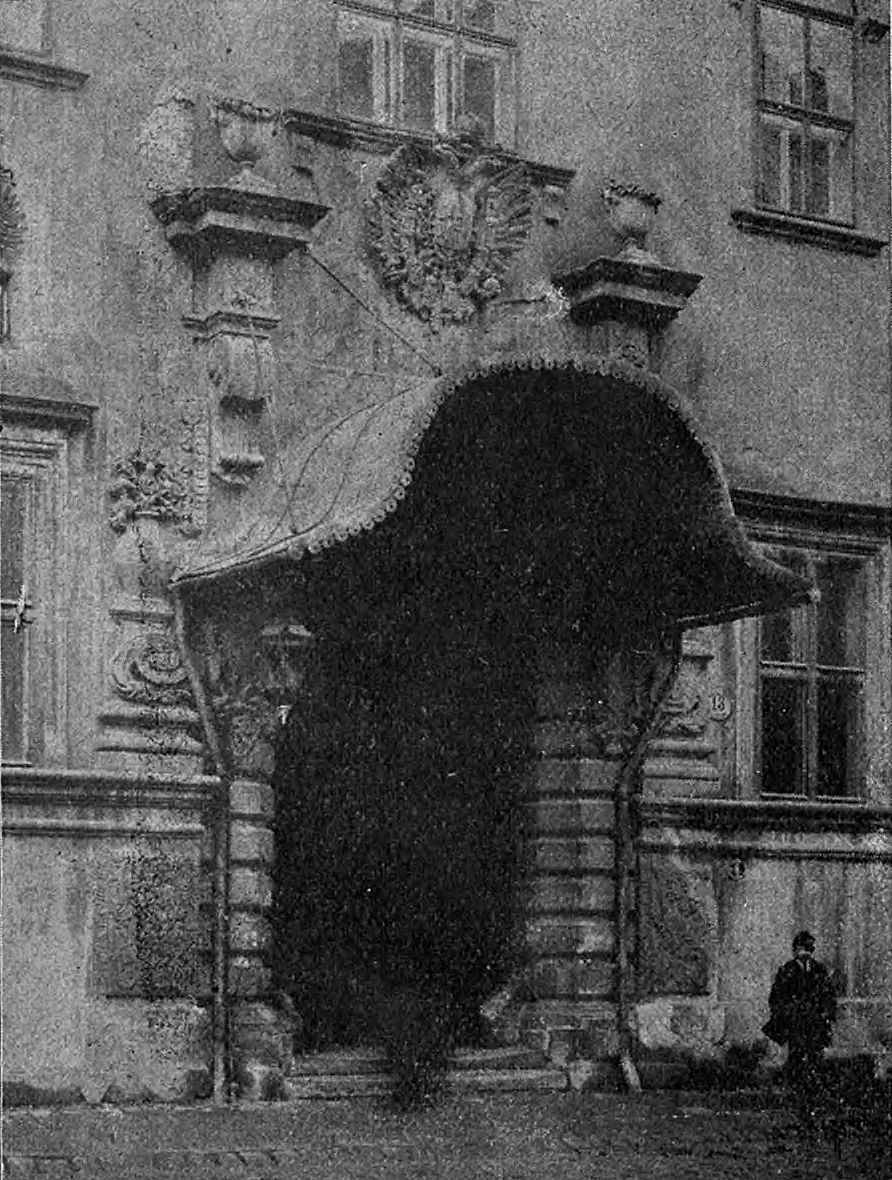
Ancien porche,
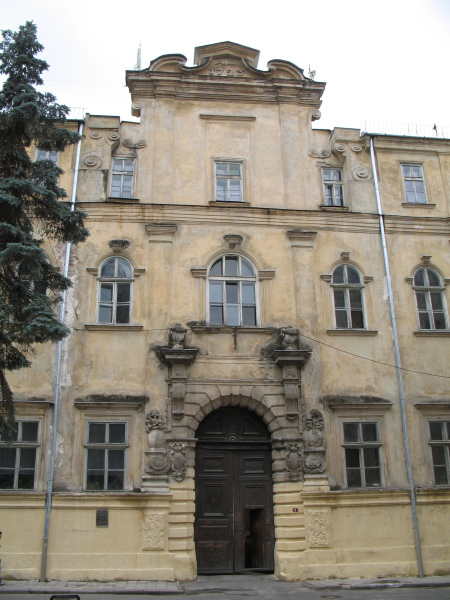
actuellement.
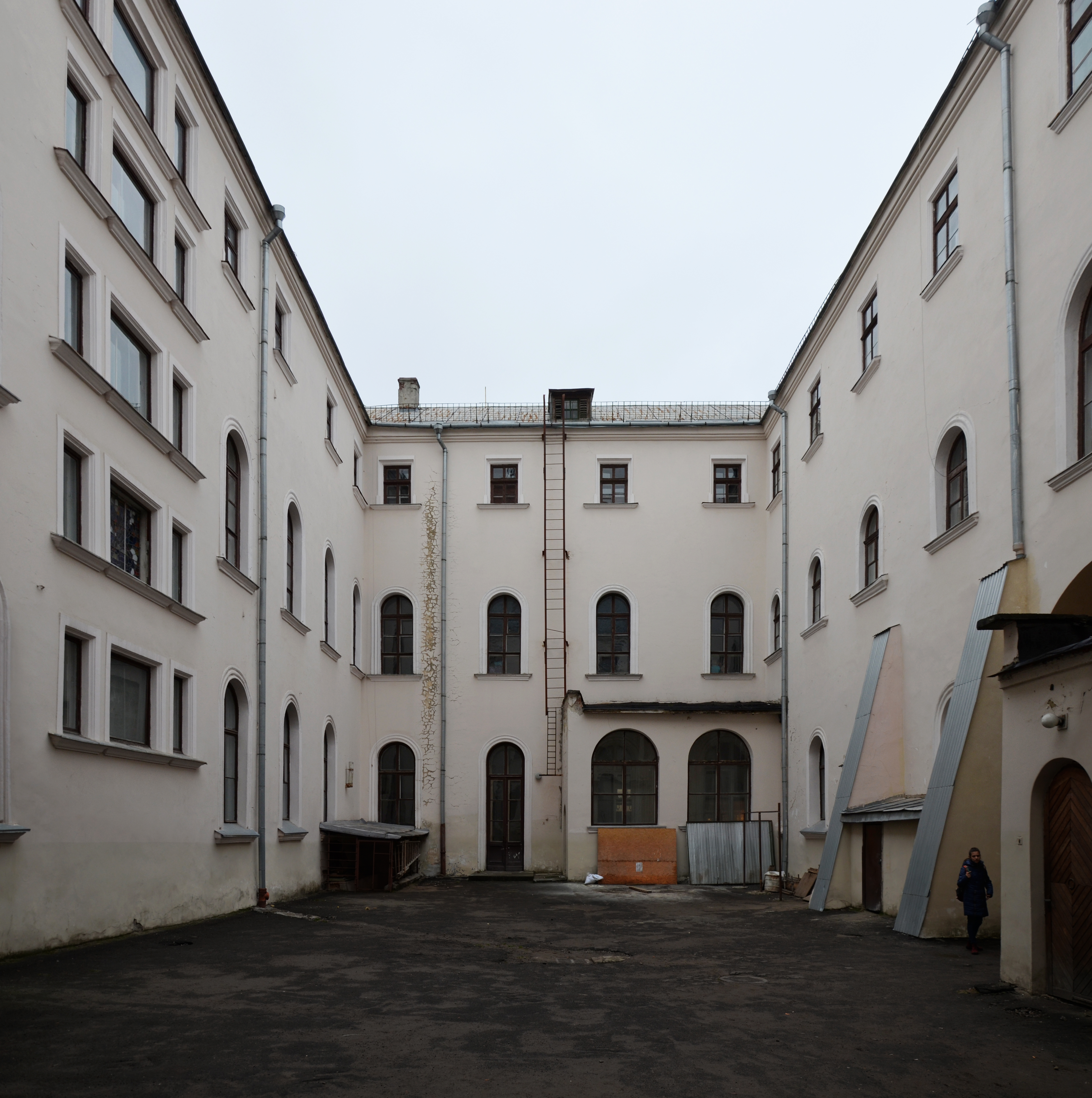
La cour.